# Жълти бряг
Жълти бряг е село в Южна България. То се намира в област Хасково.

## География
Селото се намира в плодородна долина сред едни от последните възвишения на Източните Родопи, с местно название „Ямача“.
Граничи със землищата на селата Книжовник, Царева поляна, Стамболово и Корен.

## История
Историята на селото е описана в книгите на четирима автори и един авторски колектив:
- Дядо Петко Ковачев (1888 – 1966) – основател на кооперацията в селото, участник в Балканската и Междусъюзническата война, народен представител, деен читалищен и земеделски деятел и работлив земеделец – книгата му се нарича „Легенди за Съра юрт“;
- Свещеник Иван Латунов (1917 – 1991) – в книгата „Миналото на с. Жълти бряг“;
- Учителят Делчо Дешанов – в книгата „Моето село“ от 1984 г.;
- Учителката Йорданка Бойдева (1936 – 2013) – книгите „Искри от огнището“ от 1995 г. и „Било е, нека да остане“ от 1999 г.
- През 2014 г. излиза книгата „Жълтобряговски хроники“, по своята същност историческа хроника, която обхваща подробно събитията в селото отпреди Освобождението до днес. Авторски колектив: Митко Минчев, Стоян Петев, Георги Паталов, Кольо Уралов, Бойдьо Бойдев, Илия Илиев, издателство Арткомерс с редактор Елена Бойдева. Средствата от продажбата ѝ са в полза на храма.

## Културни и природни забележителности
Църквата „Св. Димитър Солунски“ е построена през 1853 г. Иконите са рисувани през периода 1853 – 1857 г.
Към църквата е имало килийно училище, родоначалник на днешното ОУ „Св.св. Кирил и Методий“, с първи учител отец Бончо.
През 2018 г. със средства от населението беше построен параклис „Покров на пресвета Богородица“. 
Построен беше и още един малък параклис, посветен на св. Иван Рилски и св. Пантелеймон.
През 2020 г. преди Великден е основно ремонтирана камбанарията на черквата и е поставен нов купол. Дарители са семейство Делчункови
През 2021 г. се построи нов параклис на гробищата - "Св. Архангел Михаил" от семейство Атанаска и Йордан Руснакови.
През 1890 г. от родолюбиви жители на селото е създадено читалище „Съзнание“, което и до днес пази духа и традициите на създателите си.
Има и етнографска музейна сбирка, създадена от кръжока по етнография в училището „Св. св. Кирил и Методий“ с ръководител Йорданка Бойдева през 1981 – 1986 г.
Етнографската сбирка е възстановена от доброволци в специално ремонтирана и аранжирана зала на ПК "САМОПОМОЩ". Дадено ѝ е името Етнографска музейна сбирка "Йорданка Бойдева" по името на нейната създателка. На 17-ти декември 2023 г. беше открита официално с водосвет и в присъствието на жители и гости на селото, както и на медии, които отразиха събитието. https://haskovo.info/206255/e%D1%82%D0%BD%D0%BE%D0%B3%D1%80%D0%B0%D1%84%D1%81%D0%BA%D0%B0-%D0%BC%D1%83%D0%B7%D0%B5%D0%B9%D0%BD%D0%B0-%D1%81%D0%B1%D0%B8%D1%80%D0%BA%D0%B0-%D0%BE%D1%82%D0%BA%D1%80%D0%B8%D1%85%D0%B0-%D0%B2-%D0%B6/
- ОУ „Св. св. Кирил и Методий“
- Читалище „Съзнание 1890“
- Паметна плоча на загиналите през войните
- Освещаване на музейната сбирка в Жълти бряг
- Откриване на музейната сбирка в Жълти бряг
- Кът от музейната сбирка
- Кът от музейната сбирка

## Личности
Родени в Жълти бряг
- Васил Димитров, български революционер от ВМОРО, четник на Тане Николов [2]
- Гего Митев Балтов – куриер на Българския таен революционен комитет, основан от Васил Левски в Хасково.

## Редовни събития
- Ежегоден събор: 24 май.
- През 2012 година се чества тържествено 160-годишнината на училището „Св. св. Кирил и Методий“.
- Храмов празник: Димитровден. През 2013 г. се отбеляза 160-годишнината на черквата „Св. Димитър“.
- Празник на параклиса „Св. Троица“ – празнува се след Света Петдесетница (петдесет дни след Великден), в понеделник, наречен още Ден на Света Троица или Свети Дух. Много хора се събират на този ден на общи трапези – курбани в местността „Чешмичката“ – аязмото до параклиса „Св. Троица“.
- Празник на новопостроения (през 2018 г.) параклис „Покров на пресвета Богородица“ - 1-ви октомври.
- На построения малък параклис, посветен на св. Иван Рилски и св. Пантелеймон, има честване в деня на всеки един светец.
- През 2020 г. преди Великден е основно ремонтирана камбанарията на черквата и е поставен нов купол. Дарители са семейство Делчункови.
- Със събрани средства от населението се обнови храмът отвътре и отвън.
- През 2021 г. се построи нов параклис на гробищата - "Св. Архангел Михаил" от семейство Атанаска и Йордан Руснакови. Празникът се чества в храма "Св. Димитър", обичайно с курбан.